# Clubiona aliceae
Clubiona aliceae är en spindelart som beskrevs av Arthur M. Chickering 1937. Clubiona aliceae ingår i släktet Clubiona och familjen säckspindlar.
Artens utbredningsområde är Panama. Inga underarter finns listade i Catalogue of Life.